# بلال (مغني)
بلال (بالإنجليزية: Bilal)‏ هو مغني بريطاني، ولد في 7 سبتمبر 1993 في باكستان.

## وصلات خارجية
- الموقع الرسمي
- بلال على موقع IMDb (الإنجليزية)
- بلال على موقع ميوزك برينز (الإنجليزية)